# 马西埃拉-达利沙
马西埃拉-达利沙是葡萄牙波尔图区的一个堂区。总面积5.12平方公里，总人口2065人，人口密度403.3人/平方公里。